# JFET

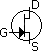
Simbolo del n-JFET

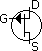
Simbolo del p-JFET

In elettronica un JFET (acronimo dell'inglese Junction Field-Effect Transistor, lett. "transistor ad effetto di campo a giunzione") è un tipo di transistor a effetto di campo, da considerarsi un ibrido tra il transistor a giunzione bipolare e il transistor a effetto di campo metallo-ossido-semiconduttore (MOSFET).

## Funzionamento
È un dispositivo costruito come sandwich di semiconduttori drogati in modo diverso (P-N-P o N-P-N).
L'intero funzionamento si basa sull'estensione della zona di svuotamento (depletion layer) all'interno di un canale, in seguito alla polarizzazione inversa di una giunzione, che viene localizzata tra il terminale di gate e quello di source.
Il canale in cui transita la corrente può essere di tipo N o di tipo P. Le estremità del canale sono collegate a due terminali: il source ed il drain. Per contraddistinguere questi due terminali, si possono paragonare il source all'emettitore del transistor bipolare e il drain al collettore. A differenza del transistor bipolare, però, i terminali non sono fissi ma la loro posizione dipende dai potenziali applicati: diventa morsetto drain quello a potenziale maggiore. L'elemento di controllo (analogo alla base del transistor bipolare) si chiama gate e viene realizzato attraverso una giunzione che, polarizzata inversamente (nel caso P-N-P), ostruirà il passaggio di carica nel canale. Il gate viene collegato con il bulk e polarizzato a un potenziale inferiore al source (e al drain). Si crea pertanto una zona di svuotamento. Diminuendo ulteriormente la tensione di gate rispetto al source, la zona di svuotamento si estenderà ulteriormente fino a produrre una chiusura del canale (CUT-OFF): in tal caso, l'applicazione di una differenza di potenziale fra drain e source non comporterà alcun passaggio di carica e il dispositivo risulterà interdetto. In particolari condizioni di polarizzazione il canale risulterà invece strozzato (ma non chiuso, PINCH-OFF) e anche aumentando la tensione tra drain e source la corrente rimarrà costante poiché i portatori raggiungono la velocità massima consentita dalla fisica del materiale.
Il JFET è un dispositivo unipolare, poiché solo i portatori maggioritari che costituiscono il canale si occupano della conduzione.
Al contrario del transistor bipolare, la cui grandezza di controllo è la corrente di base, i FET sono controllati in tensione e la corrente assorbita dal gate risulta pertanto molto bassa. È inoltre possibile realizzare JFET con due gate: questi dispositivi sono molto utilizzati per la realizzazione di mixer a transconduttanza, utilizzabili per conversione di frequenza anche in microonde.